# 1907년 6월 쿠데타
틀:Campaignbox 1905 Russian Revolution
틀:For timeline
틀:For outline

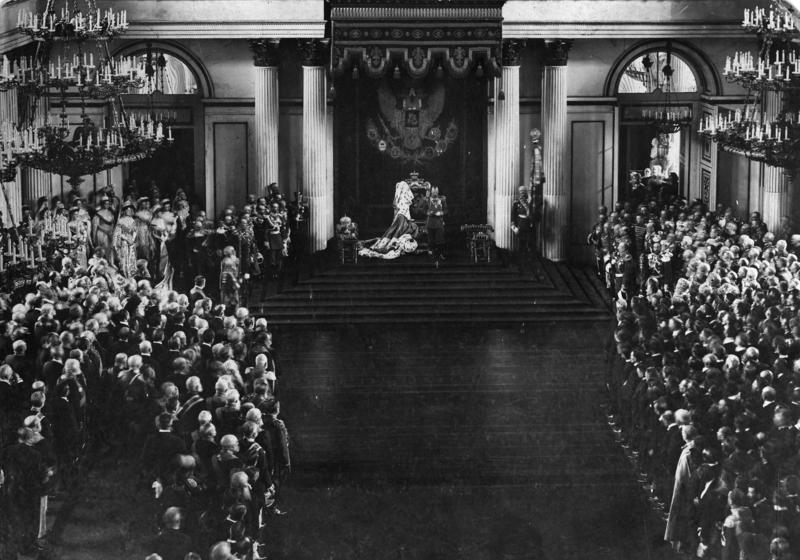
니콜라이 2세의 제1차 두마와 국가평의회 개원 연설 (1906)

1907년 6월 쿠데타, 때로는 스톨리핀 쿠데타로도 알려진 이 사건은 표트르 스톨리핀 내각과 차르 니콜라이 2세가 러시아 제국의 국가 두마에 대항하여 일으킨 쿠데타였다. 이 쿠데타 동안 정부는 제2차 국가 두마를 해산하고, 수십 명의 의원들을 체포했으며, 두마 선거에 관한 선거법을 변경했다.
이 쿠데타를 통해 정부와 차르는 러시아 제국 내 향후 두마의 구성을 성공적으로 변화시켰다. 이전 법률은 농민과 다른 하층민에게 두마 선거인의 많은 부분을 할당했지만, 새로운 선거법은 재산 계층의 지배력을 강화하여 제1차 및 제2차 두마를 지배했던 다수의 자유주의 및 혁명적 의원들이 선출되는 것을 피하려 했다.
이 사건은 많은 역사가들에 의해 러시아 혁명 (1905년)의 종말을 알리는 것으로 간주된다. 비록 이 목표는 largely 성공했지만, 궁극적으로 러시아 혁명 (1917년) 동안 사라진 제국 시스템을 보존하는 데는 실패했다.

## 배경
1905년 혁명 동안, 니콜라이 2세의 전제 정권은 자신을 보존하고 국가가 무정부 상태로 빠지는 것을 막기 위해 일종의 입헌주의를 채택하도록 설득되었다. 니콜라이는 먼저 10월 17일 10월 선언으로 알려진 칙령을 발표하여 기본적인 시민권을 약속하고 러시아에서 승인 없이는 어떠한 법률도 제정되지 않을 의회의 설립을 약속했다. 다음 해 4월 23일에는 새로운 기본법이 발표되었는데, 여기에서 국가 두마는 양원제 의회(상원은 러시아 제국 국가평의회)의 하원으로 설립되었다. 이 두마는 따라서 러시아에서 의회 정부를 위한 첫 번째 진정한 시도가 되었다. 국가평의회는 황제가 부분적으로 임명하고 다양한 정부, 상업, 성직자 단체에 의해 부분적으로 선출되었지만, 두마는 복잡한 간접 선거 시스템을 통해 다양한 사회 계층의 러시아인에 의해 선출되도록 되어 있었다. 처음에는 선거 시스템이 차르 체제에 충성한다고 여겨지는 농민들에게 상당한 수의 선거인을 부여하도록 설계되었다.
많은 혁명가들이 황제의 양보를 거부했지만, 대부분의 러시아인들은 새로운 시스템에 기회를 주기로 결정했다. 그러나 새로운 기본법에 앞서 2월 20일에 발표된 새로운 선언으로 인해 새로운 질서에 대한 대중의 신뢰가 흔들렸는데, 이 선언은 새로 구성된 두마의 권리를 심하게 제한했다. 황제의 절대 권력은 4월 23일 기본법 자체가 공포될 때까지 공식적으로 끝나지 않았으므로, 이 행위의 합법성은 새로운 입법부에 의해 이의가 제기될 수 없었다. 더욱이, 언론, 집회, 표현의 자유를 포함한 새로 약속된 시민 자유는 같은 해 반혁명 작전 동안 크게 축소되었다.
니콜라이 2세는 4월 27일 겨울 궁전에서 왕좌 연설로 제1차 두마를 개원했다. 그와 그의 장관들은 두마를 조용하게 유지하기를 바랐지만, 의원들은 협력을 거부했다. 그들은 농지 개혁 법안을 도입했는데, 이는 지주들이 격렬하게 반대했으며, 차르 정권이 받아들일 준비가 된 것과는 거리가 먼 다른 급진적인 입법 제안들과 함께였다. 그는 7월 8일 제1차 두마를 해산했지만, 제2차 두마 선거에서 이전보다 더 많은 급진파가 돌아왔기 때문에 입법부와 행정부 사이의 교착 상태는 계속되었다. 제2차 두마 의석의 약 20%는 사회주의자들이 차지했다. 멘셰비키, 볼셰비키(모두 러시아 사회민주노동당의 파벌), 인민 사회주의자들, 그리고 사회혁명당이었는데, 이들 모두는 제1차 두마 선거를 보이콧했었다. 새로운 두마와 협력 관계를 구축할 수 없었던 새로 임명된 총리 표트르 스톨리핀 휘하의 제국 정부는 이를 해산할 구실을 찾기 시작했다.

## 정부 지지
1907년 5월(어쩌면 그 이전부터) 정부는 국가 두마를 해산하고 선거법을 통해 개혁하려는 계획을 수립하기 시작했다. 스톨리핀 정부는 계획을 수립하는 동안 높은 수준의 비밀을 유지했다.
정부는 젬스트보의 지지를 받았다. 많은 젬스트보는 이미 비보르그 호소 서명자들을 제외하기로 투표했으며, 일부는 1905년 선거법의 제한을 요구하기도 했다. 많은 젬스트보는 좌파 요소들을 희생시키고 우파로 기울었다. 젬스트보는 스톨리핀에게 수도 외곽의 지역 여론을 측정하는 척도이자, 선거법 변경 후 새로운 의원들의 잠재적 원천으로 여겨졌다.
종종 젬스트보의 구성원이기도 한 귀족 단체들도 정부를 지지했다. 귀족들은 혁명적 테러리즘(30)과 국가 두마 내 농민의 강력한 존재에 대해 우려했다. 일부 귀족들은 귀족 전체가 두마의 형성에 너무 약하게 반응하고 있다고 믿었다. 1906년 첫 회의에서 통합 귀족은 두마의 존재에 대한 성명서조차 채택하기를 거부했다. 정부가 첫 두마를 해산한 후에야 통합 귀족은 두마에 대해 더 강경한 입장을 취하고 선거를 변경할 자신감을 얻었다. 귀족들은 러시아 내 소수 민족을 허용함으로써 귀족들을 '밀어내는' 두마 선거를 비판했다. 세부 사항. 정부는 통합 귀족의 지지에 기뻐했지만, 그들에 대해 다소 주저하기도 했다. 첫 두마 해산 후, 통합 귀족은 새로운 선거법에 대해 합의하여 지방 귀족과 젬스트보 내에서 이를 지지할 수 있기를 바랐다. 귀족들이 두마 해산 및 선거법 변경에 대한 정부 계획의 원인이나 선동자는 아니었지만, 통합 귀족이 이에 대한 지지를 더 적극적으로 표명하면서 정부 내에서 자신감이 형성되었다.
정부는 또한 군주주의자와 극우 정당, 그리고 검은 백인대와 관련된 조직들의 지지를 받았다. 그중 가장 성공적인 것은 러시아 인민 연합이었다. 정부와 극우파 사이에는 프랜차이즈 제한과 같은 공통 프로그램이 일부 겹쳤다. 그러나 제2차 두마 내의 작은 존재는 그들을 다른 방식으로 가치 있는 동맹으로 만들지 못했고, 정부는 그들의 테러리스트 폭력 사용에 부분적으로 낙담하기도 했다.
10월 17일 연합의 스톨리핀 정부에 대한 입장은 이전에는 불분명했지만, 알렉산드르 구치코프는 스톨리핀의 탄압을 지지함으로써 당을 더 친정부적인 입장으로 전환했다. 이러한 입장 변화로 인해 드미트리 시포프는 당을 탈당하여 평화적 개혁당을 창당했다. 구치코프는 10월주의자들이 혁명적 경향을 거부하면서 좌파와 입헌주의를 공유하고, 무제한적인 전제주의를 거부하면서 우파와 러시아 애국심을 공유한다고 말했다. 10월주의자들은 정부를 지지하기 위해 자신들의 토지 개혁 계획조차 포기하기도 했다.
정부는 젬스트보, 통합 귀족, 극우 정당 및 10월주의자들로부터 지지를 받았다. 이것이 제2차 두마를 해산할 동맹이 되었다.

## 제2차 두마 해산
1907년 6월 1일, 표트르 스톨리핀은 두마에서 연설할 비공개 회의를 소집했다. 오후 2시, 스톨리핀은 러시아 사회민주노동당 (RSDLP)가 민주 공화국을 수립하려는 음모를 꾸미고 있다고 주장하는 문서를 두마 앞에서 낭독했다.
피고인 중 누구도 회의 전에 문서를 볼 수 없었으며, accusations에는 혼란스러운 사건과 정보, 그리고 부정확하거나 누락된 날짜가 포함되어 있었다. RSDLP의 차르 체제 전복 및 민주 공화국 수립 야망은 비밀이 아니었으며, 사실 당에 의해 자주 선전되었다. 그러나 이 혐의는 RSDLP가 체제를 전복하려는 즉각적인 계획이 있었음을 증명하지 못했으며, RSDLP 두마 그룹과 그러한 계획을 연결하는 증거도 없었다.
그럼에도 불구하고, 스톨리핀은 두마에 피고 의원들, 즉 전체 RSDLP 두마 그룹의 법적 면책특권을 정지시켜 줄 것을 요구했다. 두마는 대신 주장을 독립적으로 조사하기 위한 특별 위원회를 설립했다. 특별 위원회는 6월 15일 온종일, 그리고 6월 16일 새벽 1시 30분까지 회의를 진행했다.
6월 3일 새벽 5시, 차르 니콜라이 2세는 칙령으로 국가 두마를 강제로 해산하고, 9월 1일에 새로운 선거를 시작하고 11월 1일에 제3차 두마를 시작하도록 새로운 선거를 요구했다. 칙령은 두마 의원들이 정부와 차르에 대항하여 음모를 꾸몄다고 주장했다. 1906년 러시아 헌법에 따르면, 두마 의원들은 두마가 법적 면책특권을 정지시키지 않고는 투옥되지 않도록 되어 있었으며, 법원 판결을 받지 않고도 투옥되지 않도록 되어 있었다. 그럼에도 불구하고, 많은 RSDLP 의원들은 재판 없이 그리고 국가 두마의 승인 없이 수개월 동안 구금 및 투옥되었다.

## 1907년 선거법
해산 직후, 새로운 1907년 선거법이 칙령으로 제정되었다. 내무부 차관 세르게이 크리자노프스키는 새로운 선거법의 세 가지 버전을 초안했다. 초안은 제2차 두마 해산 훨씬 전에 준비되어 있었다. 각료 회의(러시아 제국의 정부)는 제3차 회의에서 통합 귀족의 제안에 가장 가까운 초안을 선택했다.
이 법은 두마 내에서 대러시아인, 지주, 그리고 도시 부자들에게 지배적인 위치를 부여하는 것을 목표로 했다. 새로운 법은 선거인의 비율을 변경했으며, 도시 직접 선거를 실시하는 도시의 수를 26개에서 7개로 줄였다(다른 지역은 간접 선거인단 제도). 새로운 법이 일반 사람들을 완전히 배제하지 않도록 설계되었지만, 변경 사항은 여전히 제국 전역의 농민, 노동자, 그리고 비러시아인들이 국가 두마 내에서 영향력을 행사하는 것을 더욱 저해했다.
총체적으로, 1907년 선거법은 국가 두마 의원 수가 524명에서 442명으로 줄어드는 결과를 낳았다. 스톨리핀 정부는 이러한 변화가 유연한 두마를 촉진하는 동시에 어느 정도의 대표성을 허용할 수 있기를 바랐다.
10월 17일 연합의 성명은 새로운 선거법이 비헌법적으로 제정되었음을 인정했지만, 이를 '유감스러운 필요'라고 묘사했다. 10월주의자들은 또한 새로운 선거법이 다가오는 선거에서 그들에게 유리할 것이라고 믿었다.

## 합법성 및 그 후
차르와 정부가 취한 조치는 합법성이 의심스러웠다. 기본법에 따르면, 두마는 승인 없이 변경되어서는 안 되었다. 강제된 새로운 선거법과 국가 두마의 강제 해산은 스톨리핀 정부와 니콜라이 2세에 의한 쿠데타를 나타냈다. 또한, RSDLP에 대한 혐의는 쿠데타의 구실에 불과했다.
스톨리핀 정부에 덜 적대적인 더 보수적인 두마를 만들려는 정부의 노력은 성공적이었다. 친정부 정당들은 1907년 10월 총선에서 승리했고, 제3차 국가 두마에서 총 301석(10월주의자 154석, 다른 친정부 정당 147석)으로 가장 큰 세력이 되었다.
니콜라이 2세의 일부 지지자들은 다시 그에게 6월 쿠데타보다 더 나아가 두마를 완전히 약화시키거나 폐지할 것을 촉구했지만, 그는 다시 거부했다. 1907년 선거법은 재산 소유자에게 권한을 부여하여 두마의 협력과 보수성을 높이도록 설계되었지만, 결과적으로 토지 귀족에게 정치적 독점을 부여하게 되었다.

## 같이 보기
- 러시아 역사 (1894년-1917년)
- 러시아 혁명과 내전 참고문헌
- 러시아 제국 국가평의회
- 스톨리핀 개혁
- 10월 선언
- 1907년 선거법 (러시아어 위키백과)
- 6월 3일 쿠데타 (러시아어 위키백과)

### 인용
1. ↑  October Manifesto
2. ↑  "Duma." Encyclopædia Britannica from Encyclopædia Britannica 2007 Ultimate Reference Suite. (2009).
3. ↑  Fundamental Laws, Article 100. See also The Russian Revolution of 1917: Causes, section "A".
4. 1 2  Hosking (1990), 28쪽
5. ↑  Verner (1990), 336–337쪽
6. ↑  Doctorow (1979), 44쪽
7. 1 2  Hosking (1973), 29쪽
8. ↑  Hosking (1973), 29–30쪽
9. 1 2  Hosking (1973), 30쪽
10. ↑  Hosking (1973), 30–31쪽
11. ↑  Hosking (1973), 31–32쪽
12. 1 2  Doctorow (1979), 45쪽
13. ↑  Hosking (1973), 32–33쪽
14. ↑  Hosking (1973), 33쪽
15. ↑  Hosking (1973), 33–34쪽
16. 1 2  Hosking (1973), 34쪽
17. ↑  Doctorow (1979), 46쪽
18. ↑  Doctorow (1979), 48쪽
19. ↑  Hosking (1973), 35쪽
20. ↑  Hosking (1973), 36–37쪽
21. 1 2  Hosking (1973), 37쪽
22. ↑  Hosking (1973), 37–38쪽
23. ↑  Hosking (1973), 39쪽
24. ↑  Hosking (1973), 39–40쪽
25. ↑  Hosking (1973), 40쪽
26. ↑  Hosking (1973), 40–41쪽
27. ↑  Hosking (1973), 38–39쪽
28. 1 2 3  Verner (1990), 339쪽
29. 1 2 3 4 5  Hosking (1973), 41쪽
30. 1 2 3 4 5 6  Pares (1923), 52–53쪽
31. 1 2 3 4 5  Pares (1923), 53쪽
32. ↑  Marsh (2002), 20–21쪽
33. ↑  Levin (1966), 339쪽
34. 1 2  Hosking (1973), 43쪽
35. ↑  Pares (1923), 53–54쪽
36. ↑  Pares (1923), 42쪽
37. ↑  Levin (1966), 342–344쪽
38. ↑  “Make First Open Attack On Tsar”. 《The New York Times》 56 (18049). 1907년 6월 25일  – Internet Archive 경유.
39. 1 2 3  Levin (1962), 660쪽
40. ↑  Pares (1923), 54–55쪽
41. ↑  Milyukov (1917), 28쪽
42. 1 2 3  Verner (1990), 337쪽
43. ↑  Hosking (1973), 41–42쪽
44. ↑  Levin (1973), 3–4쪽
45. 1 2  Doctorow (1979), 43–44쪽
46. 1 2  Hosking (1973), 42–43쪽
47. 1 2 3  Doctorow (1979), 43쪽
48. ↑  Pares (1923), 55쪽
49. ↑  Hosking (1973), 43쪽
50. 1 2  Marsh (2002), 21쪽
51. ↑  Hosking (1973), 42–44쪽
52. ↑  Levin (1973), 96, 110–111쪽; Note that this source makes what is likely an erroneous reference to there being 444 seats on page 4.
53. ↑  Hosking (1973), 42쪽
54. ↑  Levin (1973), 18쪽
55. ↑  Hosking (1973), 45쪽
56. ↑  Levin (1973), 96–97쪽
57. ↑  Levin (1962), 661쪽
58. ↑  Milyukov (1917), 28쪽
59. 1 2  Pares (1923), 55쪽
60. ↑  Levin (1973), 151쪽
61. ↑  Verner (1990), 337–339쪽
62. ↑  Levin (1973), 151쪽
63. ↑  Levin (1973), 110–111쪽
64. ↑  Verner (1990), 341쪽

### 인용된 작품
- Levin, Alfred (1973). 《The Third Duma: Election and Profile》. Hamden, Connecticut: Archon Books. ISBN 978-0-208-01325-5.
- Marsh, Christopher (2002). 《Russia at the Polls : Voters, Elections, and Democratization》. Washington DC: CQ Press. 20–21쪽. ISBN 1-56802-629-3.
- Levin, Alfred (December 1962). 《The Russian Voter in the Elections to the Third Duma》. 《Slavic Review》 21. 660–677쪽. doi:10.2307/3000580. ISSN 0037-6779. JSTOR 3000580.
- Milyukov, Pavel (1917). 〈The Representative System in Russia〉. 《Russian Realities and Problems》. Cambridge: Cambridge University Press. 25–46쪽.
- Pares, Bernard (June 1923). 《The Second Duma》. 《The Slavonic Review》 2. 36–55쪽. JSTOR 4201686.
- Doctorow, Gilbert S. (1979). 《The Russian Gentry and the Coup d'état of 3 June 1907》. 《Cahiers du Monde russe et soviétique》 17. 43–51쪽. doi:10.3406/cmr.1976.1255. JSTOR 20169745.
- Levin, Alfred (1966). 《The Second Duma: A Study of the Social-Democratic Party and the Russian Constitutional Experiment》 2판. Hamden, Connecticut: Archon Books.
- Hosking, Geoffrey Alan (1973). 《The Russian constitutional experiment: government and Duma, 1907-1914》. Soviet and East European studies. Cambridge: Camebridge University Press. ISBN 0-521-20041-5.
- Verner, Andrew M. (1990). 《The crisis of Russian autocracy: Nicholas II and the 1905 Revolution》. Studies of the Harriman Institute. Princeton, New Jersey: Princeton University Press. ISBN 978-0-691-04773-7.